# Bicaz (okręg Marmarosz)
Bicaz – wieś w Rumunii, w okręgu Marmarosz, w gminie Bicaz. W 2011 roku liczyła 589 mieszkańców.